# روني درو
روني درو (بالإنجليزية: Ronnie Drew) (و. 1934 – 2008 م) هو ممثل، ومغني، وعازف قيثارة، وممثل مسرحي أيرلندي، توفي في دبلن، عن عمر يناهز 74 عاماً، بسبب سرطان المريء.

## وصلات خارجية
- روني درو على موقع IMDb (الإنجليزية)
- روني درو على موقع ميوزك برينز (الإنجليزية)
- روني درو على موقع أول موفي (الإنجليزية)
- روني درو على موقع أول ميوزيك (الإنجليزية)
- روني درو على موقع ديسكوغز (الإنجليزية)
- روني درو على موقع قاعدة بيانات الفيلم (الإنجليزية)